# جوراب (نير)
جوراب هي قرية في مقاطعة نير، إيران. يقدر عدد سكانها بـ 305 نسمة بحسب إحصاء 2016.